# 巢纪平
巢纪平（1932年10月19日—），江苏无锡人，气象学家，中国科学院院士。
巢纪平于1954年毕业于南京大学气象学系。此后前往中国科学院地球物理研究所工作。1964年升任副研究员。1978年起任中国科学院大气物理研究所研究员。1980年作为访问学者前往美国普林斯顿大学大气地球物理流体力学实验室。1984年出任国家海洋局国家海洋环境预报中心主任。1989年起任名誉主任。1995年当选中国科学院地学部院士。